# 馬爾科納區

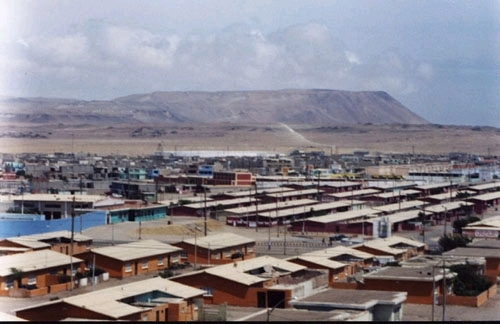

15°21′42″S 75°10′00″W / 15.3617°S 75.1666°W
馬爾科納區（西班牙語：Distrito de Marcona）是秘魯的一個區，位於該國中南部伊卡大區的納斯卡省，始建於1955年5月10日，面積1,955.4平方公里，海拔高度65米，2005年人口11,570，人口密度每平方公里5.9人。